# Paolo Emilio Cesi
Paolo Emilio Cesi  (Roma, 1481 - Roma, 5 de agosto de 1537) fue un eclesiástico italiano.

## Biografía
Primogénito de los doce hijos del abogado Angelo Cesi y de Franceschina Cardoli di Narni, oriundos de Umbría, tomó la carrera eclesiástica y completó sus estudios hasta doctorarse in utroque iure. 
Secretario pontificio desde 1502 y canónigo de Santa María la Mayor, en 1512 intervino como notario en el V Concilio Lateranense. 
Posteriormente fue canónigo de San Pedro, protonotario apostólico y regente de la Cancillería pontificia hasta que León X le creó cardenal diácono de San Nicola inter Imagines en el consistorio de julio de 1517, en reconocimiento tanto de su prudencia, doctrina y estimación pública, como de la influencia y opulencia de su familia, en una época en la que el papa andaba necesitado de apoyos políticos y económicos en la Guerra de Urbino; en 1520 fue nombrado administrador de la diócesis de Lund, de la que hizo renuncia al año siguiente. 
Durante el pontificado de Adriano VI recibió las sedes de Sion en Suiza (1522-29) y Todi (1523), que cedió a su hermano Federico, y fue uno de los jueces, junto con Niccolò Fieschi y Domenico Giacobazzi, que instruyeron el proceso contra Francesco Soderini por haber conjurado contra León X. 
Tras el ascenso al trono de San Pedro de Clemente VII comenzó a acumular beneficios eclesiásticos: en distintos periodos se desempeñó como gobernador de Sutri y de Cesi, abad in commendam del monasterio de Chiaravalle en Milán y del de Cerreto, administrador de Narni (que cedió a su sobrino Bartolomeo), de Cervia (que en 1534 transfirió a su hermano Giovanni Andrea) y de Massa Marittima, y obispo de Civita Castellana. 
Se halló junto al papa cuando éste fue asediado en el Castillo Sant'Angelo después del Saco de Roma por las tropas hispano-imperiales en 1527, y también cuando viajó a Bolonia para entrevistarse con el emperador Carlos V en 1529 y 1532; formó parte junto con los cardenales Lorenzo Campeggio y Antonio Maria Ciocchi de la comisión encargada de examinar la solicitud de divorcio que Enrique VIII de Inglaterra había presentado de Catalina de Aragón.
Ya en tiempos del papa Paulo III colaboró con Giovanni Piccolomini y Antonio Sanseverino en la comisión encargada de la reforma de la Curia, en el proceso seguido contra Benedetto Accolti, o en la organización del congreso de Mantua de 1537, y llegó a ser prefecto del Tribunal de la Signatura Apostólica y protector del Ducado de Saboya y del Reino de Inglaterra. 
Fallecido este último año a los 56, fue sepultado en la capilla de Santa Catalina de la Basílica de Santa María la Mayor de Roma.